# Юркевич, Елена Романовна
Елена Романовна Юркевич (бел. Алена Раманаўна Юркевіч; 16 декабря 1903 год, деревня Озеричино — 5 июля 1986 год) — звеньевая колхоза «10 лет БССР» Руденского района Минской области, Белорусская ССР. Герой Социалистического Труда (1950). Депутат Верховного Совета БССР.

## Биография
Родилась в 1903 году в крестьянской семье в деревне Озеричино (сегодня — Пуховичский район Минской области). С 1944 года работала в колхозе «10 лет БССР» Руденского района (с 1953 года — колхоз «Кастрычницкий»). С 1953 года возглавляла звено по выращиванию кок-сагыза.
В 1949 году звено Елены Юркевич собрало с каждого гектара в среднем по 85,5 центнеров корней кок-сагыза. Указом Президиума Верховного Совета СССР от 27 июня 1950 года удостоена звания Героя Социалистического Труда с вручением ордена Ленина и золотой медали «Серп и Молот» «за получение высоких урожаев кок-сагыза при выполнении планового сбора урожая и сдачи государству корней и кондиционных семян кок-сагыза».
Избиралась депутатом Верховного Совета Белорусской ССР (1951—1959).
В 1960 году вышла на пенсию. Скончалась в 1986 году.